# David Roderick Curtis
David Roderick Curtis  (3 de junio de 1927-11 de diciembre de 2017) fue un farmacólogo y neurobiólogo australiano.
Nacido en Melbourne, fue profesor de Farmacología en la Universidad Nacional de Australia (1966-1988) y profesor y director de la Escuela de Investigación Médica John Curtin desde 1989 hasta su jubilación en 1992, momento en el que fue nombrado Profesor Emérito. Fue  miembro de la Academia Australiana de Ciencias en 1965 y de la Royal Society en 1968. Se desempeñó como presidente de la Academia Australiana de Ciencias entre 1986 y 1990 y fue nombrado Compañero de la Orden de Australia en 1992.